# Solenoptera
Solenoptera is een kevergeslacht uit de familie van de boktorren (Cerambycidae). De wetenschappelijke naam van het geslacht werd voor het eerst geldig gepubliceerd in 1832 door Audinet-Serville.

## Soorten
- Solenoptera adusta Galileo & Martins, 1993
- Solenoptera bilineata (Fabricius, 1775)
- Solenoptera canaliculata (Fabricius, 1787)
- Solenoptera chalumeaui Villiers, 1979
- Solenoptera dominicensis (Gahan, 1890)
- Solenoptera fraudulenta Galileo & Martins, 1993
- Solenoptera intermedia Gahan, 1890
- Solenoptera luciae (Lameere, 1912)
- Solenoptera metallescens Thomson, 1861
- Solenoptera michelii (Chemsak, 1979)
- Solenoptera parandroides Lameere, 1885
- Solenoptera quadrilineata (Olivier, 1795)
- Solenoptera scutellata (Gahan, 1890)
- Solenoptera sulcicollis Thomson, 1861
- Solenoptera thomae (Linnaeus, 1767)
- Solenoptera touroulti Dalens & Delahaye, 2007
- Solenoptera vittata (Olivier, 1795)

## Synoniemen
- Derancistrodes Galileo & Martins, 1993 (type: Prionus vittatus)